# ديفيد أ. سميث
ديفيد أ. سميث (بالإنجليزية: David A. Smith)‏ هو عالم حاسوب أمريكي، ولد في 1957.